# Sakété I
Sakété I est un arrondissement de la commune de Sakété dans le département de plateau au Bénin.

## Géographie
Sakété I est une division administrative sous la juridiction de la commune de Sakété,.

## Démographie
Selon le recensement de la population effectué par l'Institut National de la Statistique Bénin en 2013, Sakété I compte 30764 habitants pour une population masculine de 14315 contre 16449 femmes pour un ménage de 5724 .